# Ваве
Ваве, уауэ (амх. ዋዌ), вавы, уауы (амх. ዋው) — буква эфиопского алфавита геэз, обозначает звонкий губно-губный /v/.
- ወ  — ваве геэз вэ
- ዉ  — ваве каэб ву
- ዊ  — ваве салис ви
- ዋ  — ваве рабы ва
- ዌ  — ваве хамыс ве
- ው  — ваве садыс вы (в)
- ዎ  — ваве сабы во